# كاميرون بيثل وير
كاميرون بيثل وير هو عسكري كندي، ولد في 9 أغسطس 1913 في مدينة لندن في المملكة المتحدة، وتوفي في 21 يناير 1999.